# Catharina-Amalia der Nederlanden
Catharina-Amalia Beatrix Carmen Victoria (Amalia), Prinses van Oranje, Prinses der Nederlanden, Prinses van Oranje-Nassau (Den Haag, 7 december 2003) is de kroonprinses van het Koninkrijk der Nederlanden en het oudste kind uit het huwelijk van koning Willem-Alexander der Nederlanden en koningin Máxima. Ze is sinds 30 april 2013 Prinses van Oranje. Sinds die dag is ze ook de eerste in lijn van troonopvolging en wordt formeel aangeduid als Hare Koninklijke Hoogheid de Prinses van Oranje.

## Namen, titels, wapen en onderscheidingen

### Namen
- Catharina komt van het Griekse woord katharos dat rein, zuiver betekent. In de stamboom van het huis Oranje-Nassau komt een Henriëtte Catharina voor, een dochter van Frederik Hendrik. Catharina is ook de naam van een zuster van koningin Anna Paulowna (echtgenote van koning Willem II). Deze Catharina is de moeder van koningin Sophie, de eerste echtgenote van koning Willem III. Catharina-Amalia stamt via Anna Paulowna ook af van Catharina de Grote. In de stamboom van koningin Máxima komt ook een prinses met die naam voor: Catalina Paucar Ocllo, palla del Cuzco, een nakomelinge van Túpac Huallpa, Sapa Inca van het Incarijk.[2]
- Amalia is van Germaanse oorsprong en betekent inspanning in de strijd. Ook deze naam komt voor in het huis Oranje-Nassau: Amalia van Solms was de echtgenote van prins Frederik Hendrik van Oranje. De eerste vrouw van prins Hendrik, een broer van koning Willem III, heette Amalia van Saksen-Weimar-Eisenach.
- Beatrix komt van haar grootmoeder Beatrix en betekent brengster van geluk.
- Carmen komt van haar andere grootmoeder.
- Victoria is afgeleid van het Latijnse woord victoria dat overwinning of overwinnen betekent. Deze naam komt van de Zweedse kroonprinses en Catharina-Amalia's meter Victoria van Zweden.

Haar roepnaam in huiselijke kring is Amalia.

### Titels
Bij koninklijk besluit van 25 januari 2002 werd bepaald dat kinderen die worden geboren uit het huwelijk van haar ouders Willem-Alexander en Máxima de titels Prins(es) der Nederlanden, Prins(es) van Oranje-Nassau dragen met het predicaat Koninklijke Hoogheid.
Na abdicatie van haar grootmoeder op 30 april 2013 kreeg Amalia als troonopvolgster de titel Prinses van Oranje. Tot in 1983 was in Nederland deze titel als Prins van Oranje alleen aan mannelijke troonopvolgers voorbehouden. Zij wordt tevens aangeduid als kroonprinses, hoewel dit geen wettelijk bestaande titel is.
Amalia wordt aangesproken met Koninklijke Hoogheid en aangeschreven als Hare Koninklijke Hoogheid de Prinses van Oranje. De aanhef van een brief luidt: Koninklijke Hoogheid.

### Wapen
Haar wapen werd ontworpen door Piet Bultsma, medewerker van de Hoge Raad van Adel. Het is in vier vlakken verdeeld met in het midden een klein wapenschild. Twee vlakken zijn uitgevoerd in azuur, bezaaid met blokjes van goud, een leeuw van goud, gekroond met een kroon van drie bladeren en twee parelpunten. De Nederlandse leeuw, oorspronkelijk afkomstig uit het wapen van het huis Nassau, houdt in de rechtervoorklauw een zwaard van zilver met 'gevest' van goud en in de linkervoorklauw een bundel van zeven pijlen van zilver met punten van goud. Daarnaast heeft het twee beige vlakken met de jachthoorn van Oranje. De jachthoorn is van azuur en gesnoerd en geopend van keel, beslagen van zilver.
Het wapen van de familie van Máxima, de Zorreguieta's, als hartschild in het midden, is uitgevoerd in goud, komende uit een golvende schildvoet van azuur, met een gekanteelde burcht, waarop drie gekanteelde torens, de middelste hoger dan de andere, en vergezeld van twee toegewende wolven van sabel, elk gaande over een uitgerukte cipres van natuurlijke kleur. Alles gedekt door de koninklijke kroon.

### Onderscheidingen
Ter gelegenheid van haar achttiende verjaardag benoemde haar vader Amalia tot ridder-grootkruis in de Orde van de Nederlandse Leeuw. Ook werd zij benoemd tot ridder in de Huisorde van de Gouden Leeuw van Nassau. In april 2024 ontving ze het ridder-grootkruis in de Orde van Isabella de Katholieke (Spanje).

## Biografie

### Geboorte en doop

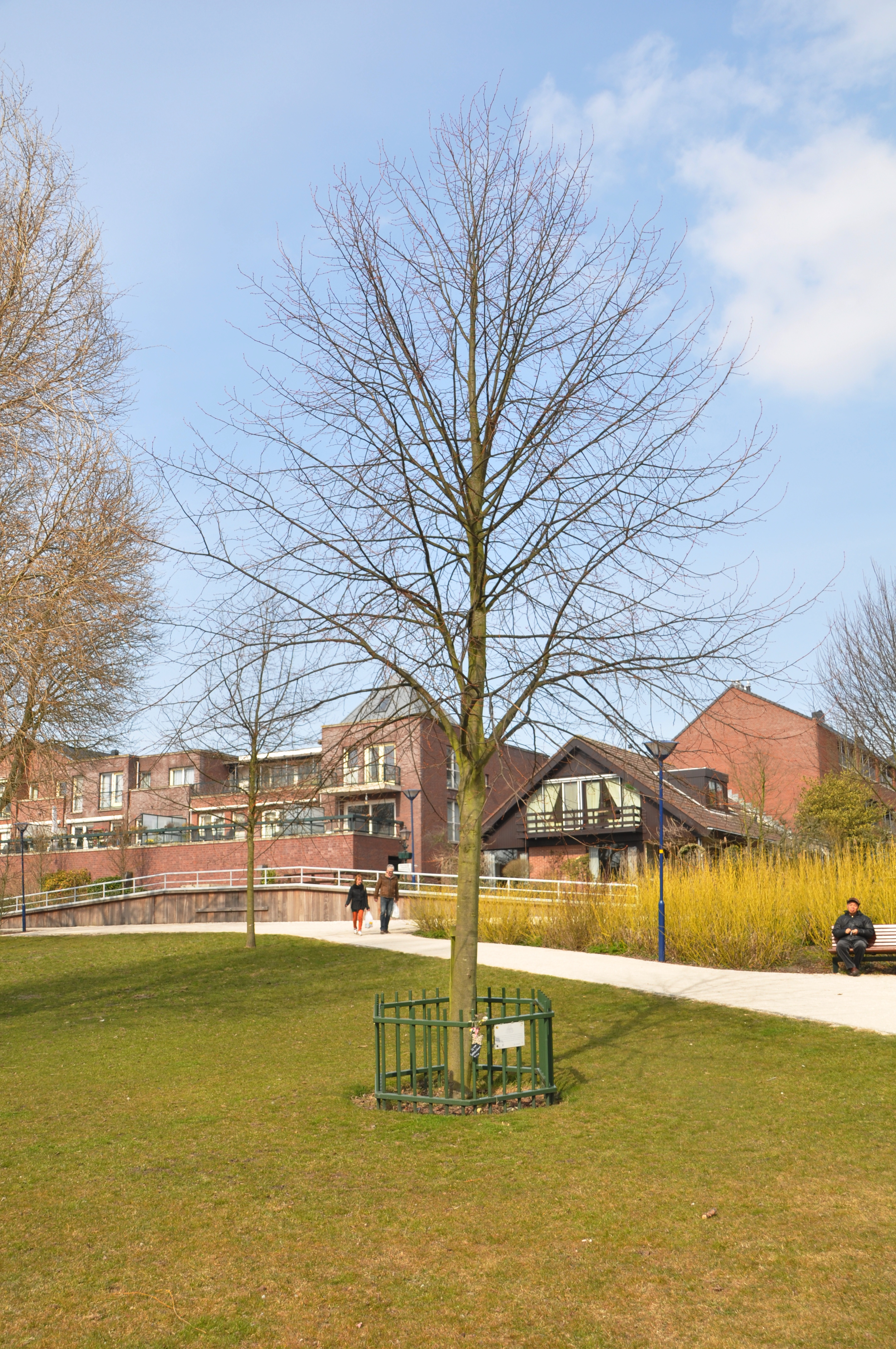
Een geboorteboom te Zoetermeer

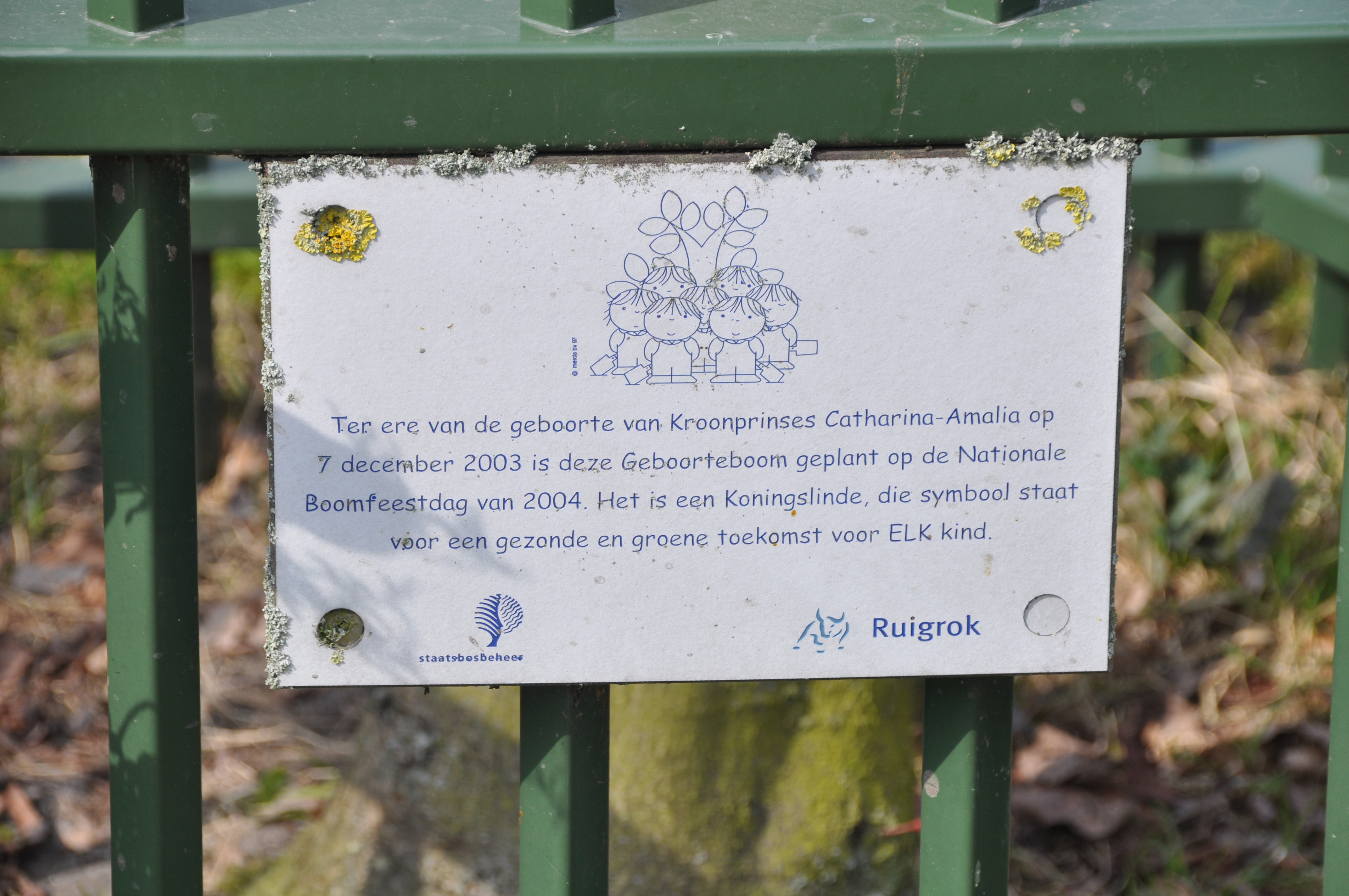
Bordje bij bovenstaande boom

Prinses Máxima werd op 7 december 2003 opgenomen in het ziekenhuis Bronovo in Den Haag. Amalia kwam om 17.01 uur op natuurlijke wijze ter wereld. Ze werd op 12 juni 2004 gedoopt in de Grote of Sint-Jacobskerk in Den Haag met water uit de Jordaan. Haar peters en meters zijn de Zweedse kroonprinses Victoria, Máxima's jeugdvriendin Samantha Deane, prins Constantijn, Martín Zorreguieta, Herman Tjeenk Willink (toenmalig vicepresident van de Raad van State) en Marc ter Haar.
Door de geboorte van Amalia waren er tot het overlijden van prinses Juliana in maart 2004 weer vier Nederlandse troongeneraties tegelijk in leven. Eerder was dit het geval van 1840 tot 1843.

### Studies
Amalia ging op 10 december 2007 naar groep 1 van de basisschool op de openbare Bloemcampschool te Wassenaar. Sinds het schooljaar 2015/2016 was ze leerling aan het Christelijk Gymnasium Sorghvliet in Den Haag. Op 10 juni 2021 slaagde ze cum laude voor haar vwo-eindexamen. Na haar eindexamen nam ze een tussenjaar.
Vooraf aan haar achttiende verjaardag behaalde ze het jachtdiploma. Toen ze achttien was - de minimumleeftijd - behaalde zij ook haar jachtakte.
De kroonprinses schreef zich voor het studiejaar 2022-2023 in voor de bachelor Politics, Psychology, Law and Economics (PPLE) aan de Universiteit van Amsterdam (UvA). Met volgens de UvA 220 andere studenten doorstond ze de selectieprocedure. Er waren 1700 gegadigden. De studie duurt drie jaar en wordt gegeven in de Engelse taal. Met haar keuze voor Amsterdam week ze als eerste troonopvolgster van het Huis Oranje-Nassau af van haar voorgangers die allen in Leiden studeerden.

#### Studie en studentenleven
Op 5 september 2022 was de eerste collegedag voor prinses Amalia aan de Universiteit van Amsterdam.
Op 17 september 2022 bracht dagblad De Telegraaf naar buiten dat de Mocro Maffia het mogelijk voorzien had op Amalia. Gevreesd werd voor een ontvoering of aanslag. De beveiliging werd aanzienlijk opgeschroefd en ze woonde noodgedwongen weer thuis. In april 2024 werd bekend dat ze om veiligheidsredenen ruim een jaar in Madrid had gewoond, vanwaar ze haar opleiding in Amsterdam voortzette. Ze woonde toen inmiddels weer in Nederland.
Aanvang studiejaar 2024/2025 werd ze lid van het Amsterdams Studenten Corps.

## Werkzaamheden
Conform artikel 74 van de Grondwet werd Amalia vanaf haar achttiende verjaardag "van rechtswege" automatisch lid van de Raad van State en de Afdeling advisering. De prinses verkreeg daarmee het recht om aanwezig te zijn bij alle vergaderingen van de Raad van State en de Afdeling advisering, al kreeg zij geen stemrecht. De Afdeling advisering adviseert regering en parlement over wetgeving en bestuur. Op 8 december 2021, de dag na haar achttiende verjaardag, werd zij tijdens een bijzondere vergadering "binnengeleid" in de Raad van State. Amalia hield daarbij haar eerste officiële toespraak. Aansluitend plantte zij een koningslinde in de Franse tuin van Paleis Kneuterdijk waar de bijzondere vergadering plaatsvond.
Amalia doopte op 22 februari 2025 het schip Zr.Ms. Den Helder. Het was de eerste officiële handeling die ze eigenhandig verrichtte zonder de aanwezigheid van andere leden van het Nederlandse koninklijk huis.

## Uitkering
Vanaf haar achttiende kreeg Amalia recht op een jaarlijks staatsinkomen van 296.000 euro en 1.338.000 euro voor personele en materiële ondersteuning. De dag na haar eindexamenuitslag van de middelbare school maakte ze bekend tot aan het afsluiten van haar studententijd het inkomensdeel van haar staatsuitkering terug te zullen storten in de staatskas. Amalia zei alleen dat deel van het onkostendeel te behouden in zoverre ze daar gebruik van zou maken. In mei 2024 maakte Amalia kenbaar dat ze wegens veranderde omstandigheden vanaf 2025 aanspraak zal maken op het deel voor personele en materiële ondersteuning.

## Boek
Claudia de Breij schreef in 2021 op uitnodiging van de Rijksvoorlichtingsdienst een boekje over prinses Amalia ter gelegenheid van haar achttiende verjaardag op 7 december 2021. Ter voorbereiding sprak ze in de zomer van 2021 diverse keren met Amalia. Het verscheen op 11 november 2021 onder de titel Amalia.

## Stamboom
| Claus Felix von Amsberg (1890-1953) | Claus Felix von Amsberg (1890-1953) | Claus Felix von Amsberg (1890-1953) | Claus Felix von Amsberg (1890-1953) | Claus Felix von Amsberg (1890-1953) | Claus Felix von Amsberg (1890-1953) | Gösta von dem Bussche-Haddenhausen (1902-1996) | Gösta von dem Bussche-Haddenhausen (1902-1996) | Gösta von dem Bussche-Haddenhausen (1902-1996) | Gösta von dem Bussche-Haddenhausen (1902-1996) | Gösta von dem Bussche-Haddenhausen (1902-1996) | Gösta von dem Bussche-Haddenhausen (1902-1996) |                         |                         | Bernhard (1911-2004)    | Bernhard (1911-2004)    | Bernhard (1911-2004) | Bernhard (1911-2004) | Bernhard (1911-2004) | Bernhard (1911-2004) | Juliana (1909-2004) | Juliana (1909-2004) | Juliana (1909-2004) | Juliana (1909-2004) | Juliana (1909-2004) | Juliana (1909-2004) |               |               | Juan Zorreguieta (1898-1959) | Juan Zorreguieta (1898-1959) | Juan Zorreguieta (1898-1959) | Juan Zorreguieta (1898-1959) | Juan Zorreguieta (1898-1959)  | Juan Zorreguieta (1898-1959)  | Cesira Stefanini (1901-1999)  | Cesira Stefanini (1901-1999)  | Cesira Stefanini (1901-1999)  | Cesira Stefanini (1901-1999)  | Cesira Stefanini (1901-1999) | Cesira Stefanini (1901-1999) |                           |                           | Jorge Cerruti (1911-1992) | Jorge Cerruti (1911-1992) | Jorge Cerruti (1911-1992)       | Jorge Cerruti (1911-1992)       | Jorge Cerruti (1911-1992)       | Jorge Cerruti (1911-1992)       | María del Carmen Carricart (1914-1999) | María del Carmen Carricart (1914-1999) | María del Carmen Carricart (1914-1999) | María del Carmen Carricart (1914-1999) | María del Carmen Carricart (1914-1999) | María del Carmen Carricart (1914-1999) |  |  |  |  |  |  |  |  |  |  |  |  |  |  |  |  |  |  |  |  |  |  |  |  |  |  |  |  |  |  |  |  |  |  |  |  |  |  |  |  |  |  |  |  |  |  |  |  |
| Claus Felix von Amsberg (1890-1953) | Claus Felix von Amsberg (1890-1953) | Claus Felix von Amsberg (1890-1953) | Claus Felix von Amsberg (1890-1953) | Claus Felix von Amsberg (1890-1953) | Claus Felix von Amsberg (1890-1953) | Gösta von dem Bussche-Haddenhausen (1902-1996) | Gösta von dem Bussche-Haddenhausen (1902-1996) | Gösta von dem Bussche-Haddenhausen (1902-1996) | Gösta von dem Bussche-Haddenhausen (1902-1996) | Gösta von dem Bussche-Haddenhausen (1902-1996) | Gösta von dem Bussche-Haddenhausen (1902-1996) |                         |                         | Bernhard (1911-2004)    | Bernhard (1911-2004)    | Bernhard (1911-2004) | Bernhard (1911-2004) | Bernhard (1911-2004) | Bernhard (1911-2004) | Juliana (1909-2004) | Juliana (1909-2004) | Juliana (1909-2004) | Juliana (1909-2004) | Juliana (1909-2004) | Juliana (1909-2004) |               |               | Juan Zorreguieta (1898-1959) | Juan Zorreguieta (1898-1959) | Juan Zorreguieta (1898-1959) | Juan Zorreguieta (1898-1959) | Juan Zorreguieta (1898-1959)  | Juan Zorreguieta (1898-1959)  | Cesira Stefanini (1901-1999)  | Cesira Stefanini (1901-1999)  | Cesira Stefanini (1901-1999)  | Cesira Stefanini (1901-1999)  | Cesira Stefanini (1901-1999) | Cesira Stefanini (1901-1999) |                           |                           | Jorge Cerruti (1911-1992) | Jorge Cerruti (1911-1992) | Jorge Cerruti (1911-1992)       | Jorge Cerruti (1911-1992)       | Jorge Cerruti (1911-1992)       | Jorge Cerruti (1911-1992)       | María del Carmen Carricart (1914-1999) | María del Carmen Carricart (1914-1999) | María del Carmen Carricart (1914-1999) | María del Carmen Carricart (1914-1999) | María del Carmen Carricart (1914-1999) | María del Carmen Carricart (1914-1999) |  |  |  |  |  |  |  |  |  |  |  |  |  |  |  |  |  |  |  |  |  |  |  |  |  |  |  |  |  |  |  |  |  |  |  |  |  |  |  |  |  |  |  |  |  |  |  |  |
|                                     |                                     |                                     |                                     |                                     |                                     |                                                |                                                |                                                |                                                |                                                |                                                |                         |                         |                         |                         |                      |                      |                      |                      |                     |                     |                     |                     |                     |                     |               |               |                              |                              |                              |                              |                               |                               |                               |                               |                               |                               |                              |                              |                           |                           |                           |                           |                                 |                                 |                                 |                                 |                                        |                                        |                                        |                                        |                                        |                                        |  |  |  |  |  |  |  |  |  |  |  |  |  |  |  |  |  |  |  |  |  |  |  |  |  |  |  |  |  |  |  |  |  |  |  |  |  |  |  |  |  |  |  |  |  |  |  |  |
|                                     |                                     |                                     |                                     | Claus van Amsberg (1926-2002)       | Claus van Amsberg (1926-2002)       | Claus van Amsberg (1926-2002)                  | Claus van Amsberg (1926-2002)                  | Claus van Amsberg (1926-2002)                  | Claus van Amsberg (1926-2002)                  |                                                |                                                |                         |                         |                         |                         | Beatrix (1938)       | Beatrix (1938)       | Beatrix (1938)       | Beatrix (1938)       | Beatrix (1938)      | Beatrix (1938)      |                     |                     |                     |                     |               |               |                              |                              |                              |                              | Jorge Zorreguieta (1928-2017) | Jorge Zorreguieta (1928-2017) | Jorge Zorreguieta (1928-2017) | Jorge Zorreguieta (1928-2017) | Jorge Zorreguieta (1928-2017) | Jorge Zorreguieta (1928-2017) |                              |                              |                           |                           |                           |                           | María del Carmen Cerruti (1944) | María del Carmen Cerruti (1944) | María del Carmen Cerruti (1944) | María del Carmen Cerruti (1944) | María del Carmen Cerruti (1944)        | María del Carmen Cerruti (1944)        |                                        |                                        |                                        |                                        |  |  |  |  |  |  |  |  |  |  |  |  |  |  |  |  |  |  |  |  |  |  |  |  |  |  |  |  |  |  |  |  |  |  |  |  |  |  |  |  |  |  |  |  |  |  |  |  |
|                                     |                                     |                                     |                                     | Claus van Amsberg (1926-2002)       | Claus van Amsberg (1926-2002)       | Claus van Amsberg (1926-2002)                  | Claus van Amsberg (1926-2002)                  | Claus van Amsberg (1926-2002)                  | Claus van Amsberg (1926-2002)                  |                                                |                                                |                         |                         |                         |                         | Beatrix (1938)       | Beatrix (1938)       | Beatrix (1938)       | Beatrix (1938)       | Beatrix (1938)      | Beatrix (1938)      |                     |                     |                     |                     |               |               |                              |                              |                              |                              | Jorge Zorreguieta (1928-2017) | Jorge Zorreguieta (1928-2017) | Jorge Zorreguieta (1928-2017) | Jorge Zorreguieta (1928-2017) | Jorge Zorreguieta (1928-2017) | Jorge Zorreguieta (1928-2017) |                              |                              |                           |                           |                           |                           | María del Carmen Cerruti (1944) | María del Carmen Cerruti (1944) | María del Carmen Cerruti (1944) | María del Carmen Cerruti (1944) | María del Carmen Cerruti (1944)        | María del Carmen Cerruti (1944)        |                                        |                                        |                                        |                                        |  |  |  |  |  |  |  |  |  |  |  |  |  |  |  |  |  |  |  |  |  |  |  |  |  |  |  |  |  |  |  |  |  |  |  |  |  |  |  |  |  |  |  |  |  |  |  |  |
|                                     |                                     |                                     |                                     |                                     |                                     |                                                |                                                |                                                |                                                | Willem-Alexander (1967)                        | Willem-Alexander (1967)                        | Willem-Alexander (1967) | Willem-Alexander (1967) | Willem-Alexander (1967) | Willem-Alexander (1967) |                      |                      |                      |                      |                     |                     |                     |                     |                     |                     |               |               |                              |                              |                              |                              |                               |                               |                               |                               |                               |                               | Máxima Zorreguieta (1971)    | Máxima Zorreguieta (1971)    | Máxima Zorreguieta (1971) | Máxima Zorreguieta (1971) | Máxima Zorreguieta (1971) | Máxima Zorreguieta (1971) |                                 |                                 |                                 |                                 |                                        |                                        |                                        |                                        |                                        |                                        |  |  |  |  |  |  |  |  |  |  |  |  |  |  |  |  |  |  |  |  |  |  |  |  |  |  |  |  |  |  |  |  |  |  |  |  |  |  |  |  |  |  |  |  |  |  |  |  |
|                                     |                                     |                                     |                                     |                                     |                                     |                                                |                                                |                                                |                                                | Willem-Alexander (1967)                        | Willem-Alexander (1967)                        | Willem-Alexander (1967) | Willem-Alexander (1967) | Willem-Alexander (1967) | Willem-Alexander (1967) |                      |                      |                      |                      |                     |                     |                     |                     |                     |                     |               |               |                              |                              |                              |                              |                               |                               |                               |                               |                               |                               | Máxima Zorreguieta (1971)    | Máxima Zorreguieta (1971)    | Máxima Zorreguieta (1971) | Máxima Zorreguieta (1971) | Máxima Zorreguieta (1971) | Máxima Zorreguieta (1971) |                                 |                                 |                                 |                                 |                                        |                                        |                                        |                                        |                                        |                                        |  |  |  |  |  |  |  |  |  |  |  |  |  |  |  |  |  |  |  |  |  |  |  |  |  |  |  |  |  |  |  |  |  |  |  |  |  |  |  |  |  |  |  |  |  |  |  |  |
|                                     |                                     |                                     |                                     |                                     |                                     |                                                |                                                |                                                |                                                |                                                |                                                |                         |                         |                         |                         |                      |                      |                      |                      |                     |                     |                     |                     |                     |                     |               |               |                              |                              |                              |                              |                               |                               |                               |                               |                               |                               |                              |                              |                           |                           |                           |                           |                                 |                                 |                                 |                                 |                                        |                                        |                                        |                                        |                                        |                                        |  |  |  |  |  |  |  |  |  |  |  |  |  |  |  |  |  |  |  |  |  |  |  |  |  |  |  |  |  |  |  |  |  |  |  |  |  |  |  |  |  |  |  |  |  |  |  |  |
|                                     |                                     |                                     |                                     |                                     |                                     |                                                |                                                |                                                |                                                |                                                |                                                |                         |                         |                         |                         |                      |                      |                      |                      |                     |                     |                     |                     |                     |                     |               |               |                              |                              |                              |                              |                               |                               |                               |                               |                               |                               |                              |                              |                           |                           |                           |                           |                                 |                                 |                                 |                                 |                                        |                                        |                                        |                                        |                                        |                                        |  |  |  |  |  |  |  |  |  |  |  |  |  |  |  |  |  |  |  |  |  |  |  |  |  |  |  |  |  |  |  |  |  |  |  |  |  |  |  |  |  |  |  |  |  |  |  |  |
|                                     |                                     |                                     |                                     |                                     |                                     |                                                |                                                |                                                |                                                |                                                |                                                |                         |                         | Amalia (2003)           | Amalia (2003)           | Amalia (2003)        | Amalia (2003)        | Amalia (2003)        | Amalia (2003)        |                     |                     |                     |                     | Alexia (2005)       | Alexia (2005)       | Alexia (2005) | Alexia (2005) | Alexia (2005)                | Alexia (2005)                |                              |                              |                               |                               | Ariane (2007)                 | Ariane (2007)                 | Ariane (2007)                 | Ariane (2007)                 | Ariane (2007)                | Ariane (2007)                |                           |                           |                           |                           |                                 |                                 |                                 |                                 |                                        |                                        |                                        |                                        |                                        |                                        |  |  |  |  |  |  |  |  |  |  |  |  |  |  |  |  |  |  |  |  |  |  |  |  |  |  |  |  |  |  |  |  |  |  |  |  |  |  |  |  |  |  |  |  |  |  |  |  |